# Yamadaia melobesioides
Yamadaia melobesioides Segawa, 1955  é o nome botânico  de uma espécie de algas vermelhas pluricelulares do gênero Yamadaia.
- São algas marinhas encontradas na América do Norte (Califórnia) e Ásia (Japão e Coreia).

## Sinonímia
Não apresenta sinônimos.